# آدم کروموزوم Y

کروموزوم Y بشر مذکر

در ژنتیک انسانی آدم کروموزوم Y جدیدترین نیای مشترکِ (ج.ن. م) تمامی انسان‌ها از طرف پدری است (بدین معنی که اگر تنها در امتداد خط پدری در درخت خانوادگی به گذشته برگردیم، ج.ن. م نقطه‌ایی است که تمامی این خطوط به هم می‌رسند). آدم کروموزوم Y احتمالاً در آفریقا بین ۲۳۷٬۰۰۰ و ۵۸۱٬۰۰۰ سال پیش زندگی می‌کرد و همتای مذکر حوای میتوکندری است. حوای میتوکندری احتمالاً ۲۰۰٬۰۰۰ سال پیش زندگی کرده‌است. از دیدگاه علمی، نیازی نیست که آدم کروموزوم Y و حوای میتوکندری در یک زمان یا در یک محل زندگی کرده باشند.

## در باب واژه
نام آدم کروموزوم Y از آدم که در کتب مقدس ادیان ابراهیمی نام برده شده‌است اقتباس شده‌است. البته این تنها یک هم‌اسمی استعاره‌آمیز است. این نام‌گذاری ممکن است منجر به این تصور غلط شود که آدم کروموزوم Y تنها مرد زندهٔ زمان خود بوده‌است اما در واقع او با بسیاری از مردمان دیگر (زن و مرد) هم‌زمان بوده‌است. البته، هیچ‌یک از مردان معاصران آدم کروموزوم Y قادر به تولید خطی ناگسسته و مستقیم تنها از طرف پدری به مردمان امروزی نبوده‌اند.
کروموزوم Y در این نام به این موضوع اشاره دارد که این کروموزوم یا کروموزوم خاص (Y) تنها از طرف پدری به فرزندان انتقال پیدا می‌کند.

## دورهٔ زمانی
آدم کروموزوم Y با تکیه بر ساعت مولکولی و مطالعات نشانگر ژنتیکی احتمالاً بین ۶۰٬۰۰۰ و ۹۰٬۰۰۰ سال پیش زندگی می‌کرد.
با تجزیه و تحلیل دی‌ان‌ای کروموزوم Y در مردانِ تمامی مناطق جهان، ژنتیک‌دان اسپنسر ولز نتیجه گرفته‌است که همهٔ انسان‌های زنده از سمت پدری از فرزندان یک شخص خاص هستند که حدود ۶۰٬۰۰۰ سال قبل در آفریقا زندگی می‌کرده‌است.
او همچنین می‌گوید که: «بسیاری از باستان‌شناسان این را قبول ندارند و معتقد هستند که سابقهٔ فسیلی نشان می‌دهد که موج اول مهاجرت [از آفریقا] حوالی ۱۰۰٫۰۰۰ سال پیش رخ داده‌است».
زمان جدیدتر جدیدترین نیای مشترک پدری نسبت به جدیدترین نیای مشترک مادری، مربوط به این موضوع است که پراکندگی آماری احتمال آنکه یک مرد عصر حجر فرزندی به جای بگذارد نسبت به زنان آن دوران بیشتر بوده‌است. در حالی که زنان بارور کم و بیش شانس برابری برای آوردن تعداد معینی فرزند بارور داشتند، شانس مردان بارور بسیار متفاوت بوده‌است، بعضی هیچ کودکی به جای نمی‌گذاشتند و بعضی کودکان بسیاری با زنان متعددی به جای می‌گذاشتند.
همچنین توجه کنید که آدم کروموزوم Y تغییر می‌کند. جدیدترین نیای مشترک تمامی انسان‌های امروزی جدیدترین نیای مشترک تمامی انسان‌های تمام دوران گذشته نبوده‌است و در آینده یکی از نوادگان او ممکن است جدیدترین نیای مشترک تمام انسان‌های موجود شود. به عنوان مثال اگر تمام فرزندان یکی از خطوط در شکل نمایش داده شده از بین بروند، جدیدترین نیای مشترک مردمان روی زمین تغییر می‌کند.

## مطالعهٔ بیشتر
- Gibbons, A. (2001). "Modern Men Trace Ancestry to African Migrants". Science. 292 (5519): 1051–52. doi:10.1126/science.292.5519.1051b. PMID 11352048. S2CID 83688736.
- Fu, YX; Li, WH; Donnelly, P.; Tavar ;, S.; Balding, D. J.; Griffiths;, R. C.; Weiss, G.; Von Haeseler;, A.; Rogers, J. (1996). "Estimating the age of the common ancestor of men from the ZFY intron" (PDF). Science. ۲۷۲ (۵۲۶۶): ۱۳۵۶–۱۳۵۷, author reply ۱۳۶۱–۱۳۶۲. doi:10.1126/science.272.5266.1357. PMID 8650550.{{cite journal}}:  نگهداری CS1: نقطه‌گذاری اضافه (link) نگهداری یادکرد:نام‌های متعدد:فهرست نویسندگان (link)
- Donnelly, P; Tavaré, S; Balding, DJ; Griffiths, RC (1996). "Estimating the age of the common ancestor of men from the ZFY intron". Science. ۲۷۲ (۵۲۶۶): ۱۳۵۷–۱۳۵۹, author reply ۱۳۶۱–۱۳۶۲. doi:10.1126/science.272.5266.1357. PMID 8650551.
- Dorit, RL; Akashi, H; Gilbert, W (1995). "Absence of polymorphism at the ZFY locus on the human Y chromosome". Science. ۲۶۸ (۵۲۱۴): ۱۱۸۳–۱۱۸۵. doi:10.1126/science.7761836. PMID 7761836.
- Weiss, G; von Haeseler, A (1996). "Estimating the age of the common ancestor of men from the ZFY intron" (PDF). Science. ۲۷۲ (۵۲۶۶): ۱۳۵۹–۱۳۶۰, author reply ۱۳۶۱–۱۳۶۲. doi:10.1126/science.272.5266.1357. PMID 8650552.